# Лунка-Гиртій
Лунка-Гиртій (рум. Lunca Gârtii) — село у повіті Арджеш в Румунії. Входить до складу комуни Стоєнешть.
Село розташоване на відстані 120 км на північний захід від Бухареста, 53 км на північний схід від Пітешть, 52 км на південний захід від Брашова.

## Населення
За даними перепису населення 2002 року у селі проживали 52 особи, усі — румуни. Усі жителі села рідною мовою назвали румунську.